# Câncer de adrenal
O Câncer de adrenal (carcinoma adrenocortical) é um tumor originado na córtex da glândula adrenal. por ser infrequente (raro), tem uma incidência anual de 0,5/2 casos de 1 000 000, existe um pico de casos em crianças até os 5 anos e adultos na média de 40-50 anos. Geralmente esses tumores começam um excesso produção de hormônios, excesso de produção de catecolaminas e produzir quantidades maiores de cortisol na circulação, o que pode causar distúrbios metabólicos.. Exames de imagens podem mostrar o nódulo precocemente assim como exames de sangue e urina solicitados por endocrinologistas. O câncer de adrenal pode não apresentar nenhum sintoma.

## Fatores de risco
Por tumores adrenais serem infrequentes (raras), ainda não existem fatores de risco definitivos para tumores adrenais.
- Neoplasia endócrina múltipla tipo 2;
- Neurofibromatose tipo 1;
- Síndrome de Beckwith-Wiedemann;
- Síndrome de Li-Fraumeni;
- Síndrome do paraganglioma;
- Síndrome de Von Hippel-Lindau.

## Sintomas e sinais
Tumores malignos (como o Câncer de adrenal) em fases avançadas costumam ter os sintomas parecidos com outros tipos de câncer, como:
- Anemia;
- Dores abdominais;
- Fadiga;
- Febre;
- Perda de peso sem motivo aparente;
- Sangramento na urina;
- Surgimento de massa abdominal;
- Pressão alta;
- Pode ter sinais de cushing.

## Prevenção
Apesar de ter uma grande quantidade de exames para diagnósticos, não existe um caminho certo para prevenir os tumores adrenais. Em caso de sintomas, consulte um médico urologista, oncologista e endocrinologista. Assim como se vai na ginecologista é aconselhável ir a um médico endocrinologista, que pode diagnosticar e ajuda a tratar quaisquer problemas das glândulas adrenais (suprarrenais) e outras. Mesmo que a descoberta seja de um nódulo pequeno é preciso investigar e no caso de suspeita de câncer ou exames indeterminados, médicos aconselham a retirada.
Tratamento
. retirada total do tumor por cirurgia aberta ou fechada a depender do tamanho do nódulo;
. uso do quimioterápico oral Mitotano de nome comercial Lisodren para redução do tamanho para operar ou quando houver alto risco de recidiva como um KI 67, índice de de crescimento maior que 10;
. o paciente deve ser acompanhado periodicamente com exames de sangue e imagem, tomografia computadorizada do tórax, ressonância magnética e pet scan oncológico dedicado;